# La Bestia (novela)
La Bestia es una novela del género policíaco escrita por Carmen Mola, publicada por la Editorial Planeta y ganadora de la 70.ª edición del Premio Planeta.

## Sinopsis
Corre el año 1834 y Madrid, una pequeña ciudad que trata de abrirse paso más allá de las murallas que la rodean, sufre una terrible epidemia de cólera. Pero la peste no es lo único que aterroriza a sus habitantes: en los arrabales aparecen cadáveres desmembrados de niñas que nadie reclama. Todos los rumores apuntan a la Bestia, un ser a quien nadie ha visto pero al que todos temen.
Cuando la pequeña Clara desaparece, su hermana Lucía, junto con Donoso, un policía tuerto, y Diego, un periodista buscavidas, inician una frenética cuenta atrás para encontrar a la niña con vida. En su camino tropiezan con fray Braulio, un monje guerrillero, y con un misterioso anillo de oro con dos mazas cruzadas que todo el mundo codicia y por el que algunos están dispuestos a matar.

## Premios
- Premio Planeta 2021.

## Reseñas
- El quinto libro por Antonio Parra Sanz (30 de noviembre de 2021). Reseña de la novela La bestia de Carmen Mola.
- De lector a lector  (2021). La bestia de Carmen Mola.
- Críticas polares por Mr. Tom (15 de noviembre de 2012). La bestia [ Carmen Mola.
- Memoria perdida por Anna Genovés (20 de marzo de 2022). La bestia – Premio Planeta 2021, de Carmen Mola.
- Anika entre libros por Vane Gómez (2021). La bestia.
- Diario LA NACION. Reseña, La bestia de Carmen Mola por Elvio E. Gandolfo (18 de diciembre de 2021).